# The Music of Regret
 (juin 2019).
Si vous disposez d'ouvrages ou d'articles de référence ou si vous connaissez des sites web de qualité traitant du thème abordé ici, merci de compléter l'article en donnant les références utiles à sa vérifiabilité et en les liant à la section « Notes et références ».

The Music of Regret est un moyen métrage américain de Laurie Simmons sorti le 24 mai 2006. 

## Synopsis
The Music of Regret est une comédie musicale qui assume totalement les codes du genre et revendique sa fantaisie et sa gaieté. Laurie Simmons s’est entourée pour l’occasion de musiciens, de marionnettistes professionnels, de danseurs de la compagnie Alvin Ailey, du cinéaste Ed Lachman et surtout de la comédienne Meryl Streep.

## Fiche technique
- Réalisation : Laurie Simmons
- Scénario : Laurie Simmons et Matthew Weinstein
- Photographie : Edward Lachman
- Genre : Court métrage musical
- Pays :  États-Unis
- Durée : 40 minutes
- Date de sortie en salles : 24 mai 2006 (New York)

## Distribution
- Meryl Streep : la femme
- Adam Guettel : l'homme (voix)